# Ciljma
Ciljma (rus. Цильма) je rijeka u Lešukonskom rajonu Arhangelske oblasti i Ust-Cilemskom rajonu Republike Komi u Rusiji. To je lijeva i jedan od glavnih pritoka Pečore. Duga je 374 km, s površinom porječja od 21500 km2. Glavni pritoci su Mutnaja (desni), Kosma (lijevi), Rudjanka (lijevi), Nonbur (desni), Mila (desni), Tobiš (lijevi) i Usa (desni).

## Porječje i tok rijeke
Porječje rijeke Ciljme obuhvaća sjeverozapadni dio Ust-Cilemskog rajona (oko polovice površine rajona), jugozapadni dio Nenetske autonomne oblasti, kao i područja na istoku Lešukonskog i Mezenskog rajona Arhangelske oblasti.
Izvor Ciljme nalazi se na istoku Lešukonskog rajona. Rijeka teče prema sjeveru, ulazi u Republiku Komi, a nizvodno od ušća s Mutnajom skreće prema istoku. Ušće Ciljme nalazi se nasuprot sela Ust-Cilma, administrativnog središta Ust-Cilemskog okruga.
Donji tok Ciljme je naseljen. Nizvodno od sela Filippovo uz obale rijeke prolazi neasfaltirana cesta. Uzvodno od doline Tsilme postoji i zimska cesta (zimnik), koji vodi do doline Sule i dalje do Mezena.
Rijeka Ciljma je plovna na 59 km od ušća, nizvodno od sela Trusovo.

## Povijest
Ciljma je bila dio stare trgovačke rute koju su novgorodski trgovci koristili za dolazak iz porječja Sjeverne Dvine u porječje rijeke Pečore. Trgovci su išli uzvodno Pukšengom, zatim kopnom do Pokšenge i nizvodno do Pinege. Iz Pinege su koristili Jožugu, Zirijansku Vašku i Vašku kako bi stigli do Mezena, a potom Pjozu i Ciljmu kako bi stigli do Pečore.